# 라흐타 센터
라흐타 센터(Lakhta Center, 러시아어: Лахта центр)는 러시아 상트페테르부르크에 위치한 다목적 복합 건물이다. 그 중심부는 가스프롬 그룹의 본사로 사용되고있다. 대부분의 공간은 공공 공간과 엔터테인먼트 시설로 채워졌다. 라흐타 센터 타워는, 러시아는 물론 유럽에서 가장 높은 빌딩이 됐다.(높이 462m)
라흐타 센터 타워의 기초 콘크리트 타설 과정은 세계에서 최장기간 연속적으로 타설한 기록을 가지고 있으며, 기네스 세계 공식 기록으로 등재되어있다. 2015년 6월, 라흐타 센터는 국제 친환경 인증 기준을 만족하였으며, LEED Gold 사전 인증을 획득 하였다.
복합 건물은 2018년 완공되었다.

## 복합건물의 주요 기능 라흐타 센터의 공간 구성
- 사무공간
- 회의공간
- 스포츠 시설
- 어린이를 위한 과학, 교육 센터 "과학의 세계" 총 면적 14,000m2
- 구형 천문관
- 의료 센터
- 변형가능 한 다목적 홀
- 도시가 한눈에 보이는 파노라믹 레스토랑 (높이 315m 에 위치)
- 전망대 (건물의 최상층 357m 높이에 위치, 360도 전망 가능)
- 워터 쇼를 위한 노천 원형 극장 (복합몰과 가까이 위치하며 2천석 규모)

## 내부시설
| 87-81 | 기계실             |
| 80    | 전망대             |
| 79-78 | 파노라마, 레스토랑 |
| 77-55 | 사무실             |
| 54-53 | 스카이 로비        |
| 31-52 | 중층 사무실        |
| 52-31 | 사무실             |
| 30-29 | 스카이 로비        |
| 28-9  | 사무실             |
| 8-1   | 소매, 전시장       |
| B1-B3 | 지하주차장         |

## 라흐타 센터의 설계와 시공에 참여 업체들
- 르네상스 건설(터키) - 시공사 (2014년 5월부터)
- 고어프로젝트(러시아) - 실시설계
- AECOM(미국) – 건설 감독
- 삼성물산(한국) – 실시설계 및 건설사업관리 (CM)[11]
- Exclusiva Design(이탈리아) - 인테리어 및 조경 컨셉 설계
- 아랍텍 (UAE)- 지하공사 일부[12]
- 바우어(독일) - 파일 기초 공사[13]
- Geostory(러시아) – 지하 연속벽 (D-wall) 시공

## 건설 진행 현황

### 시작주기 (제로주기)
- 2013년 — 건설 및 설치 장비 생산, 지루 말뚝 설치, 발굴 작업, 박스 기반 건설.
- 2014년 — 마천루용 굴착 건설 완료, 단지 기초 작업에 대한 말뚝 작업 완료.
- 2015년 — 제로주기 완료. 단지 타워 기초용 박스형 기초 건설 완료:
  - 타워의 바닥판을 채움;
  - 지하 층, 타워 핵심, 중간판 (2층 지하층 중첩) 등의 보강 및 콘크리트;
  - 마천루의 박스형 기초의 상판의 콘크리트 및 보강 작업.

### 지상 작업
- 2015년 9월부터 2016년 9월까지 단지의 50층 건설 완료.
- 2017년에 높이를 초과 300m, 작업장에서 수행 67층의 복잡하다.
- 2017년 9월의 높이 라흐타 센터 374m를 허용되는 유럽에서 가장 높은 건물
- 2018년에 높이 라흐타 센터 프로젝트의 높이에 도달하의 462 미터다.[14]

## 단지 기능
- 사무실 면적 – 130 000m2 또는 단지의 전체 면적에서 43%.
- 의료 센터의 면적은 2500m2다. 치료 및 진단 부서.
- 스포츠 단지의 면적은 4600m2다. 운동장, 피트니스 센터, 재활 및 휴식 센터.
- «과학 세계» 어린이 및 교육 센터의 면적은 7000m2다.
- 공 형태로 최대 140명까지 천문관.
- 494명까지 다기능 변화 가능한 홀. 변화 가능한 홀은 벽과 좌석의 높이를 조절하고 좌석을 제거할 수 있는 기능을 가지고 있다.
- 파노라마 2레벨 레스토랑은 330미터의 높이에서 74-76층에 위치해 있다.
- 이 전망대가 유럽에서 가장 높은 전망대이며 357미터의 높이에서 83-86층에 위치해 있다. 망원경은 방문자가 관찰시 명소를 배울 수 있는 상트 페테르부르크 지도가 있다.
- 영구 및 임시 전시 공간은 다목적 건물의 남쪽 부분에 위치해 있다. 전시 영역 면적은 1500m2이며 천정 높이가 12미터이어서 대형 전시회를 장착할 수 있다. 단지의 북부 지역에서 예술, 조각 및 설치 공간을 열 예정이다.
- 레스토랑 및 카페는 다기능 건물의 5단계에 있다. 좌석의 총 수량은 1500개다.
- 워터 쇼를 보기 위한 야외 원형 극장은 최대 2000명이다. 야외 무대의 면적은 1,495m2다. 도시 행사를 실시할 예정이다.
- 라흐타 센터를 300주념 상트 페테르부르크 공원과 연결하는 그린 주역 및 덮인 보행자 다리는 새로운 보행자 경로의 일부가 된다.(산책로와 라흐타 센터 극장과 라흐타 항구를 통해 공원을 따라 연결하는 도시 해안가)

## 재미있는 사실
- 첫 16층은 22,000개 요소로 조립되었으며 200,000개의 볼트에 의해 고정되어 있다.
- 2016년 7월에 라흐타 센터의 면적은 147미터에 도달해서 상트페테르부르크에서 가장 높은 건물이 되었다. 시작에서 147미터까지 건설 작업은 10개월 걸렸다.
- 라흐타 센터 타워가 189,000개의 구조물과 빔으로 구성되어 있으며 그 빔중 2개만 동일하다. 이 건물이 왜곡해서 건물의 구조가 고유한다. 각 천장이 다음 천장에 비해 3도로 다르다.
- 건물을 건설하기 위해 400,000m3의 콘크리트가 소요된다.
- 단지의 유약 지역은 130,000m2이며 타워의 유약 지역은 72,500m2다. 유리 외관의 무게가 740킬로다. 많은 유약 작업은 세계 최초로 고층 건축물에 적용된다.

## 갤러리

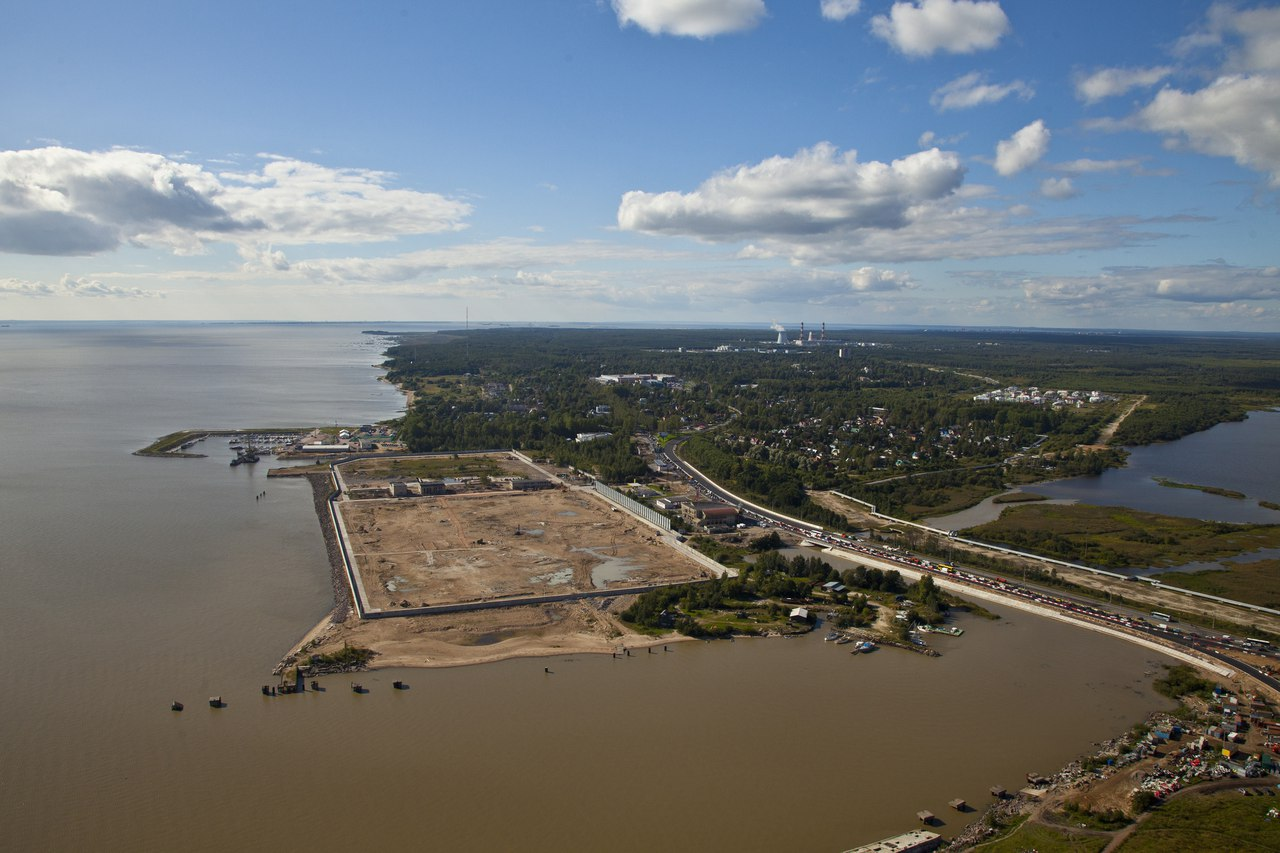
건설 전의 현장 견해
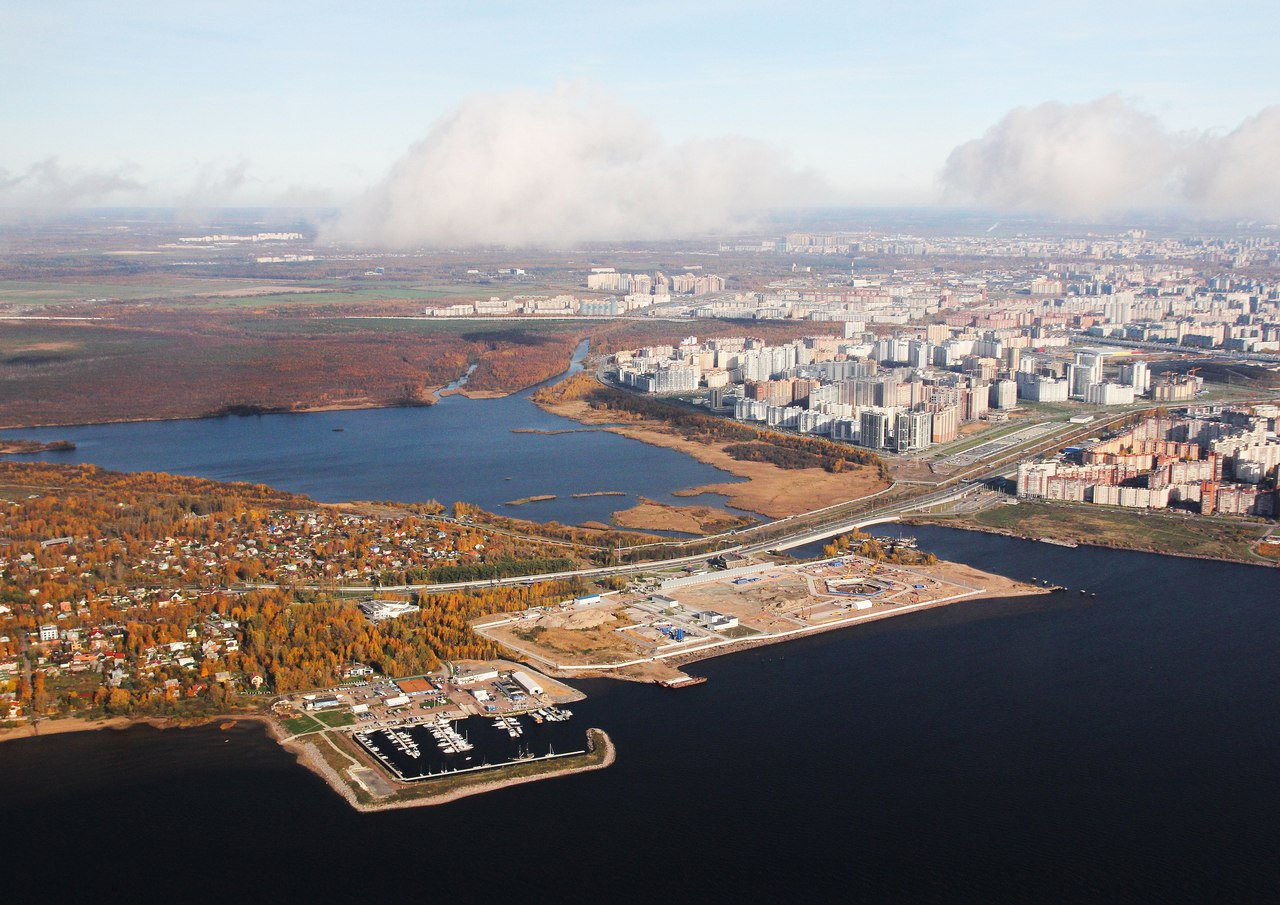
건설 현장의 전경
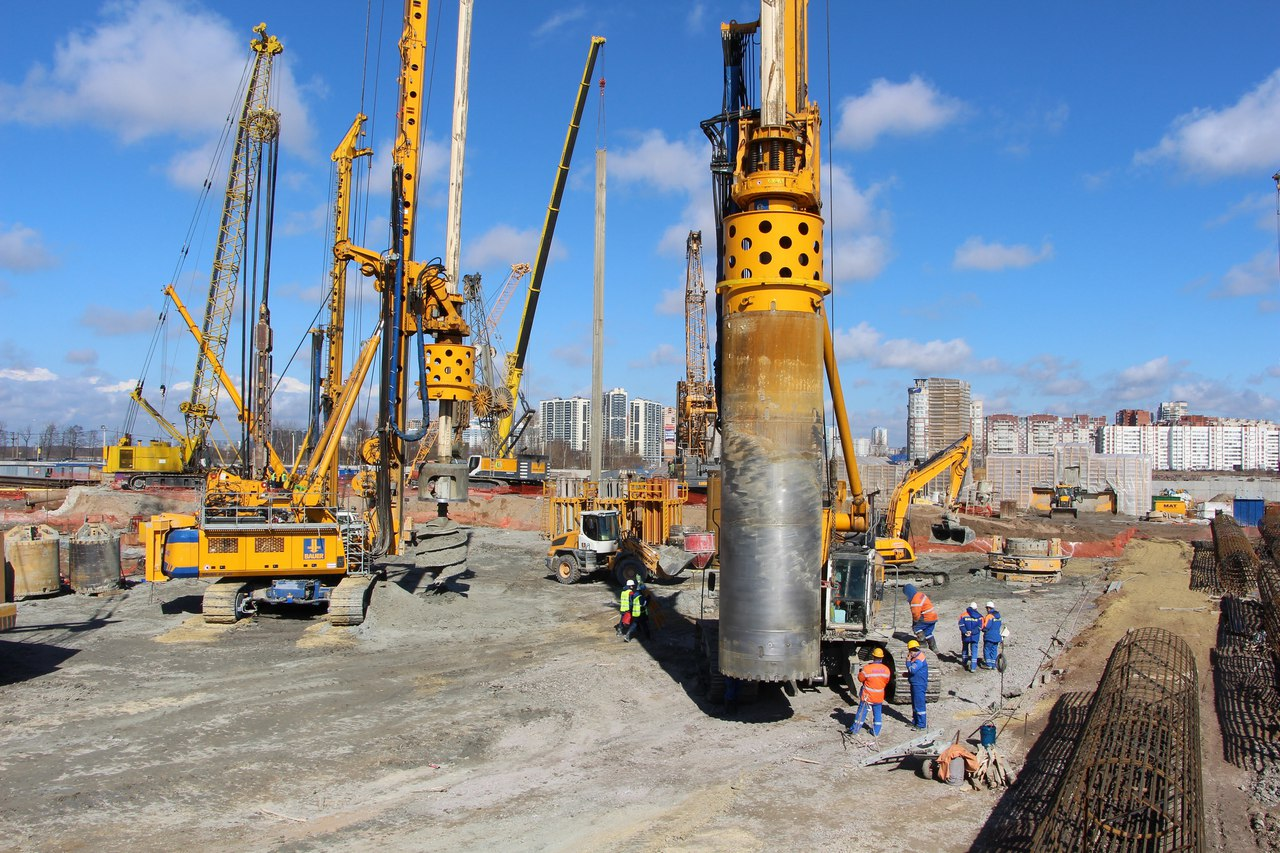
파일링 프로세스
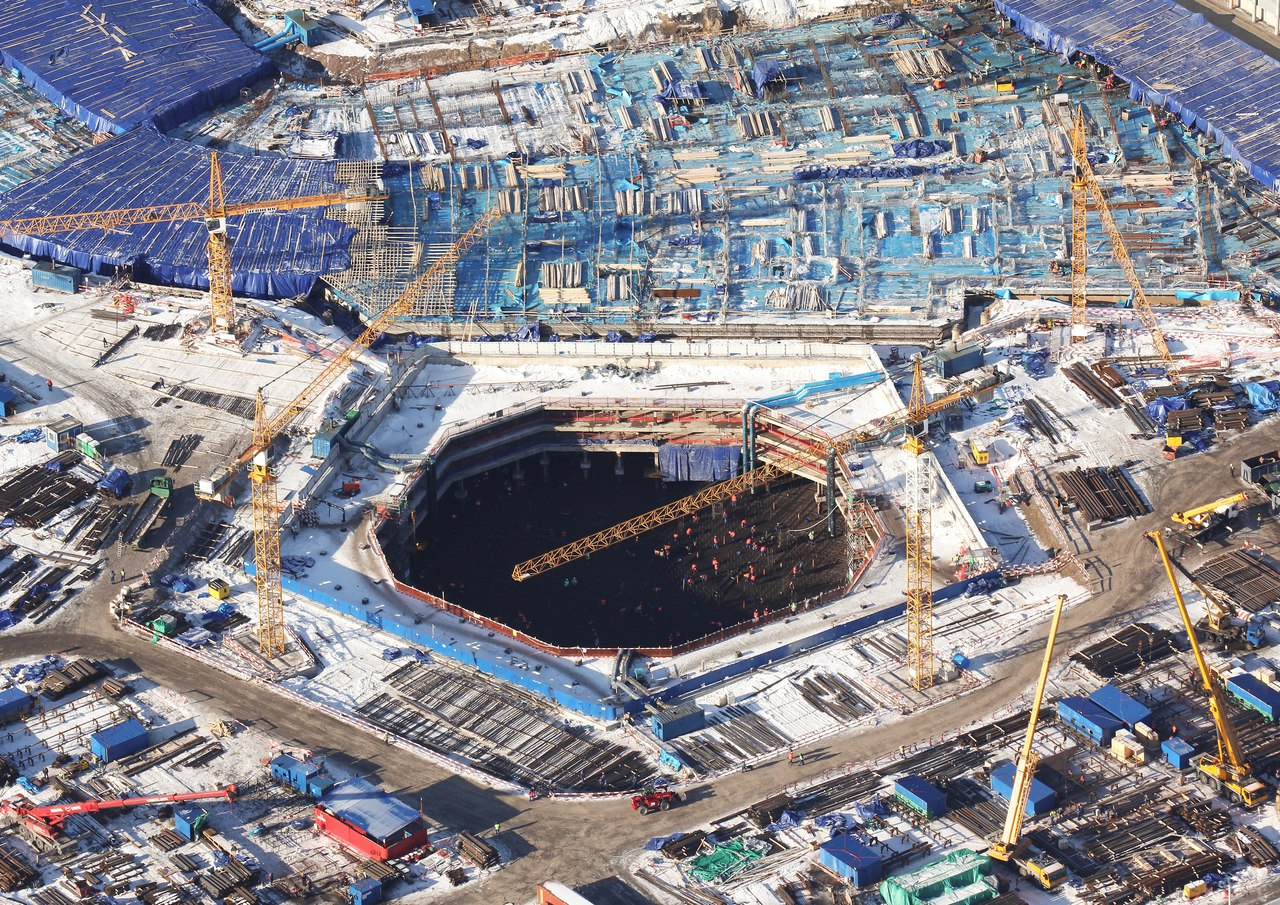
건물 밑의 기초 공사
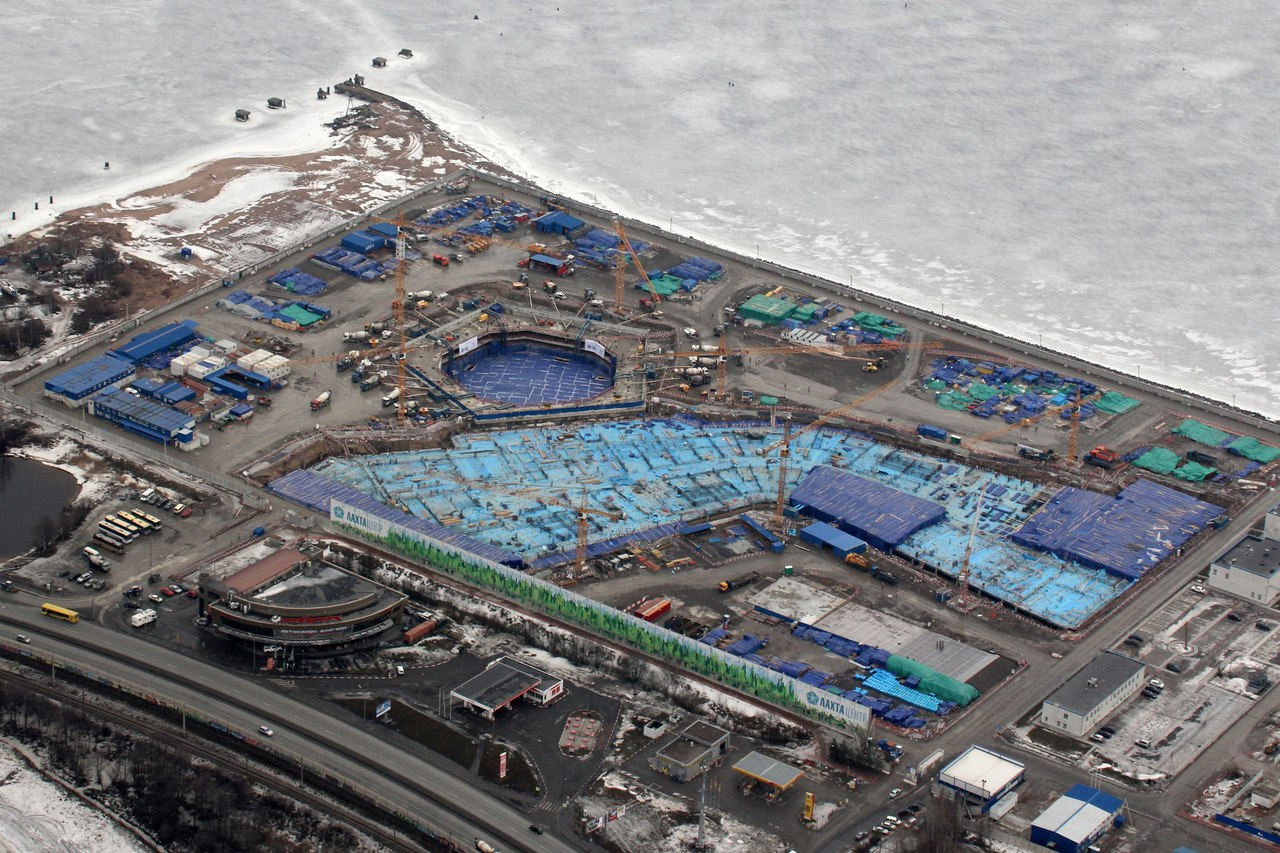
타워 및 혼합 사용 건물의 기초가 준비되었다.
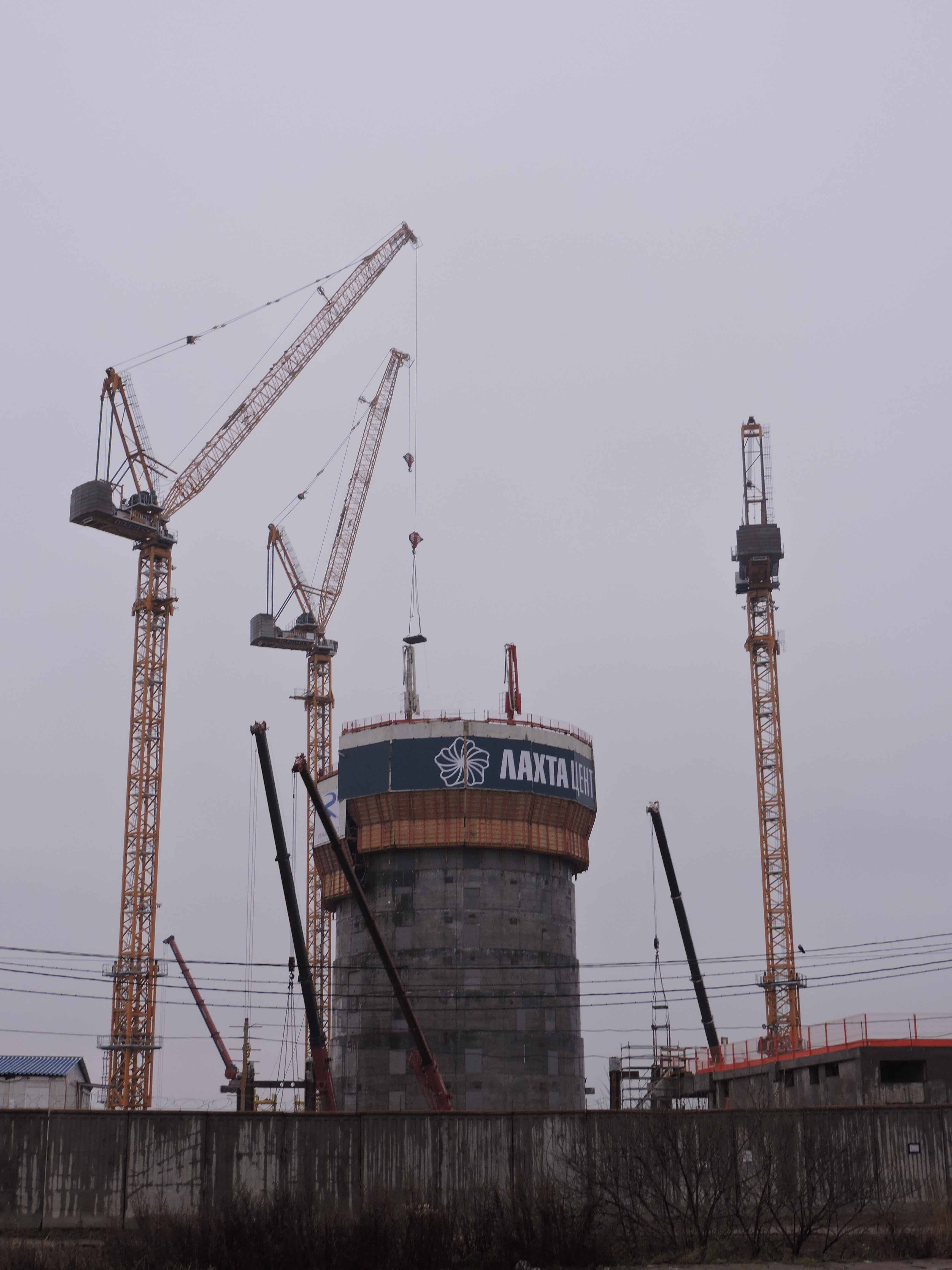
2015년 11월
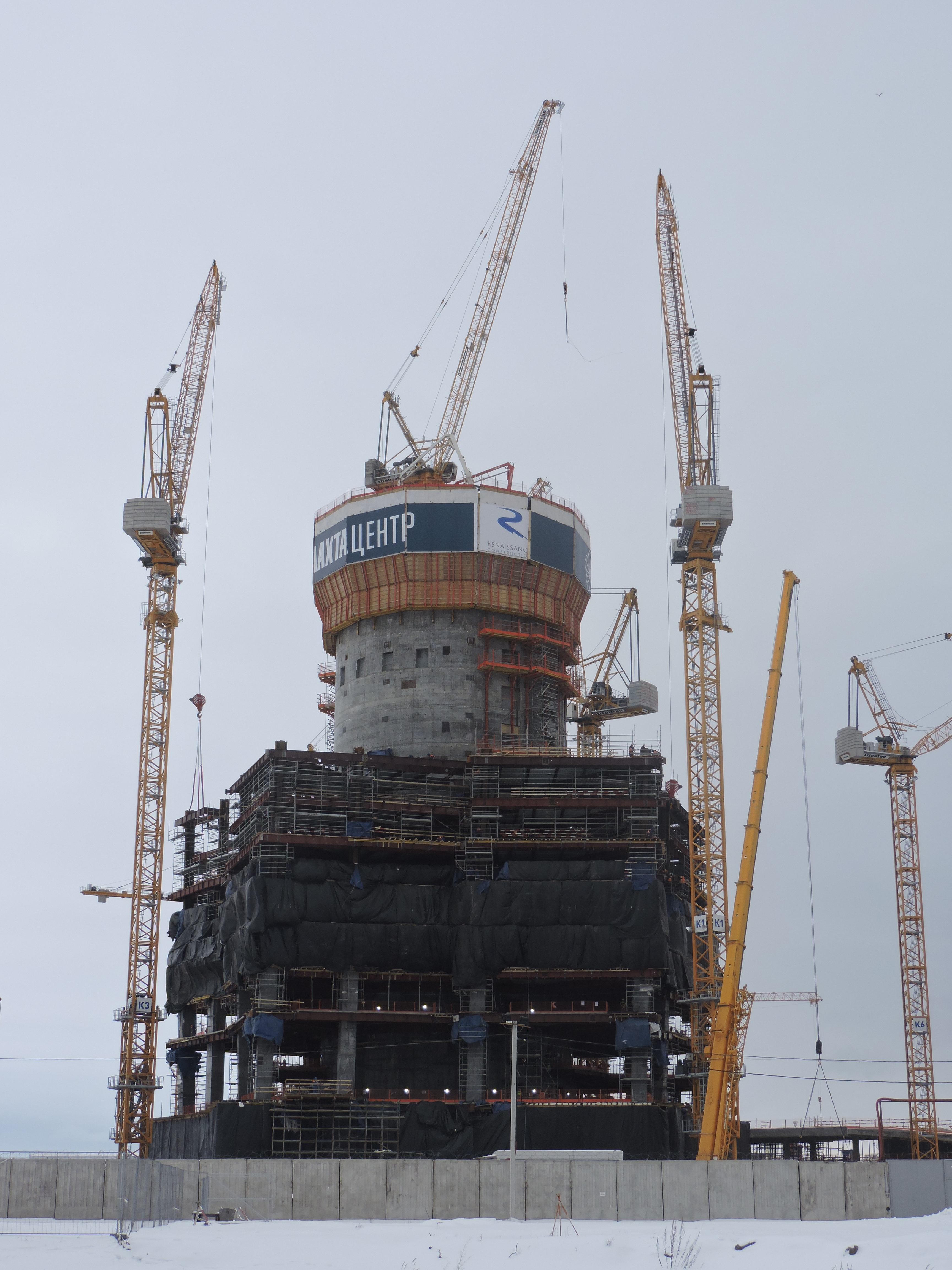
2016년 2월
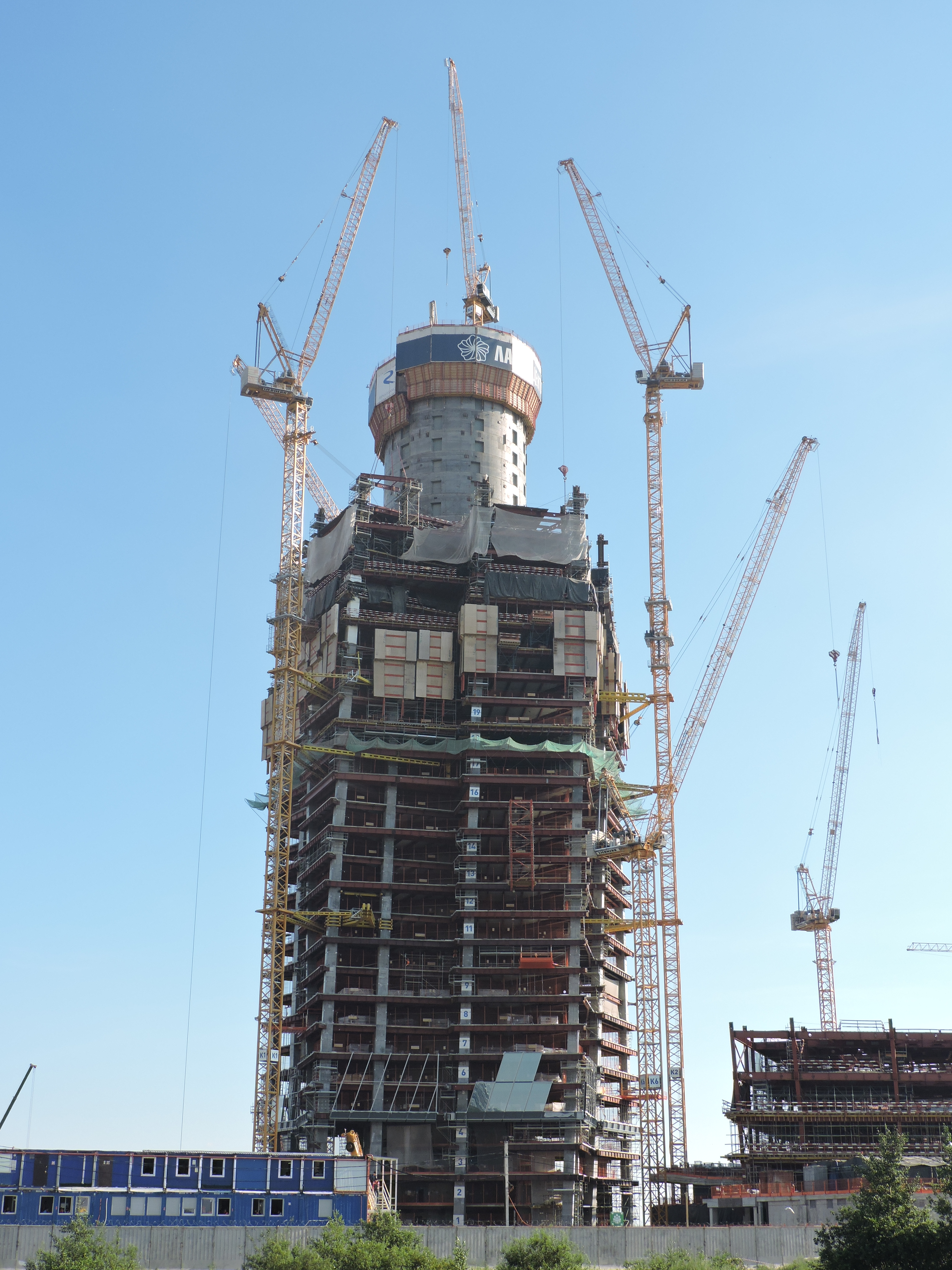
2016년 7월
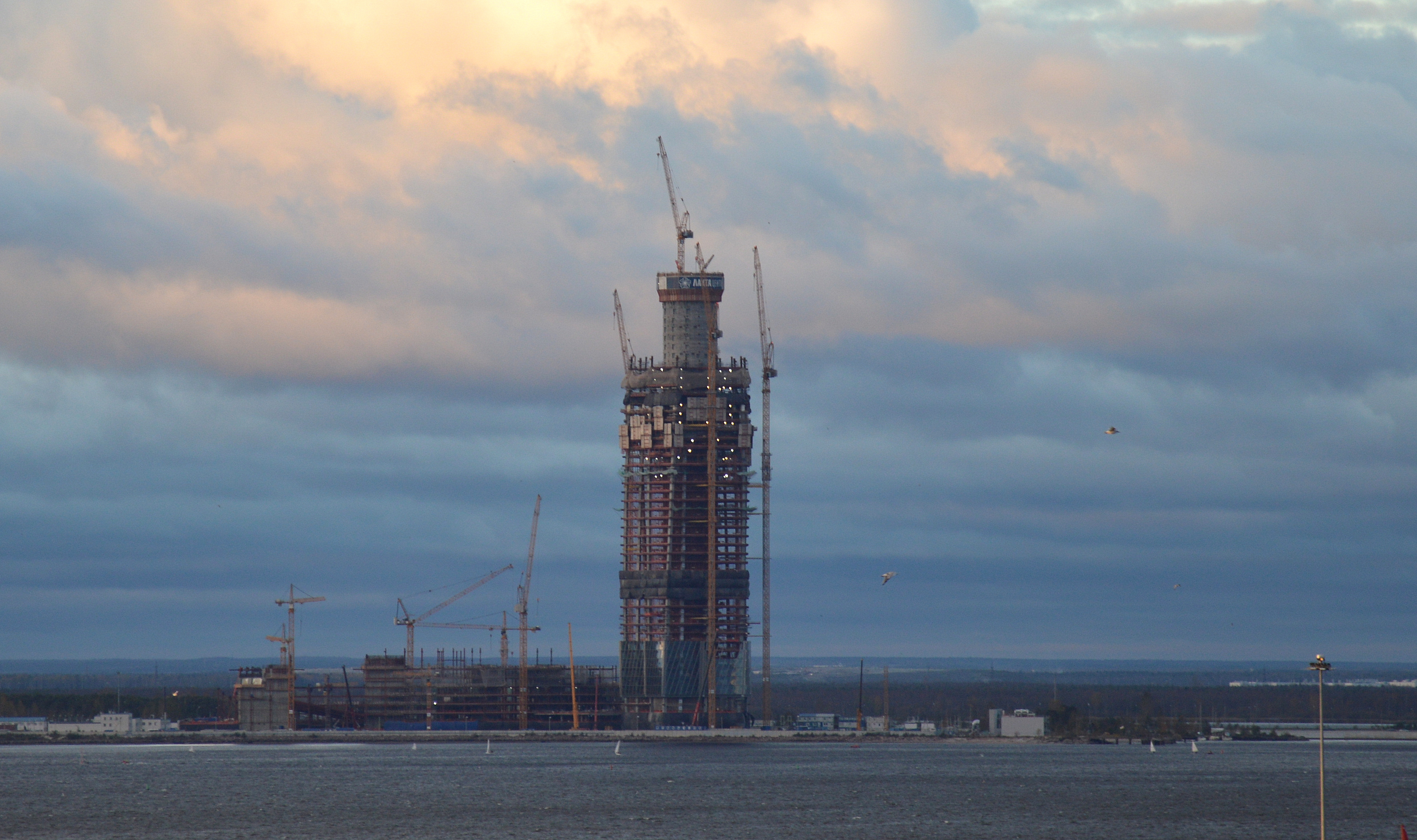
2016년 10월의 공사 상태
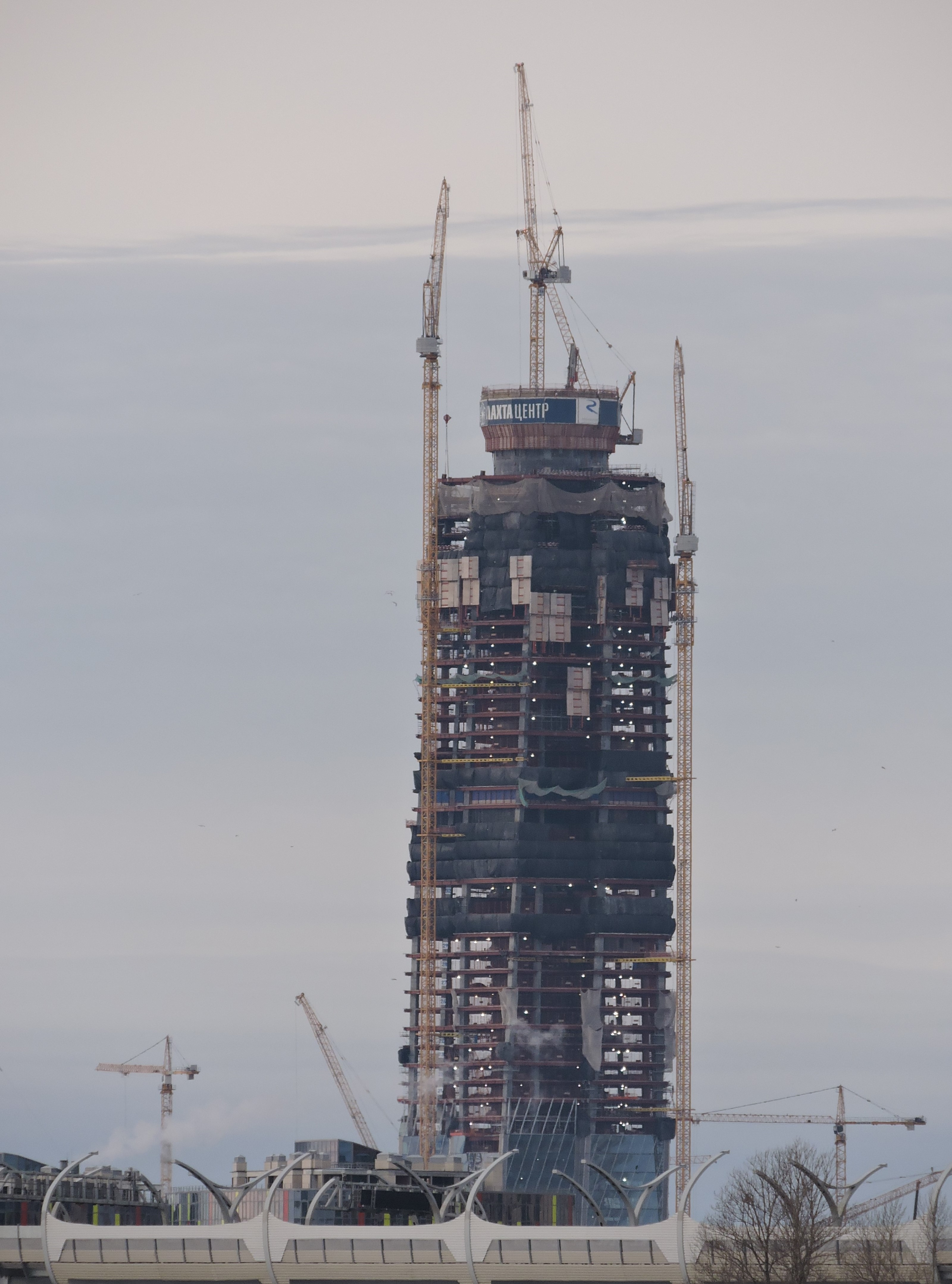
2016년 12월
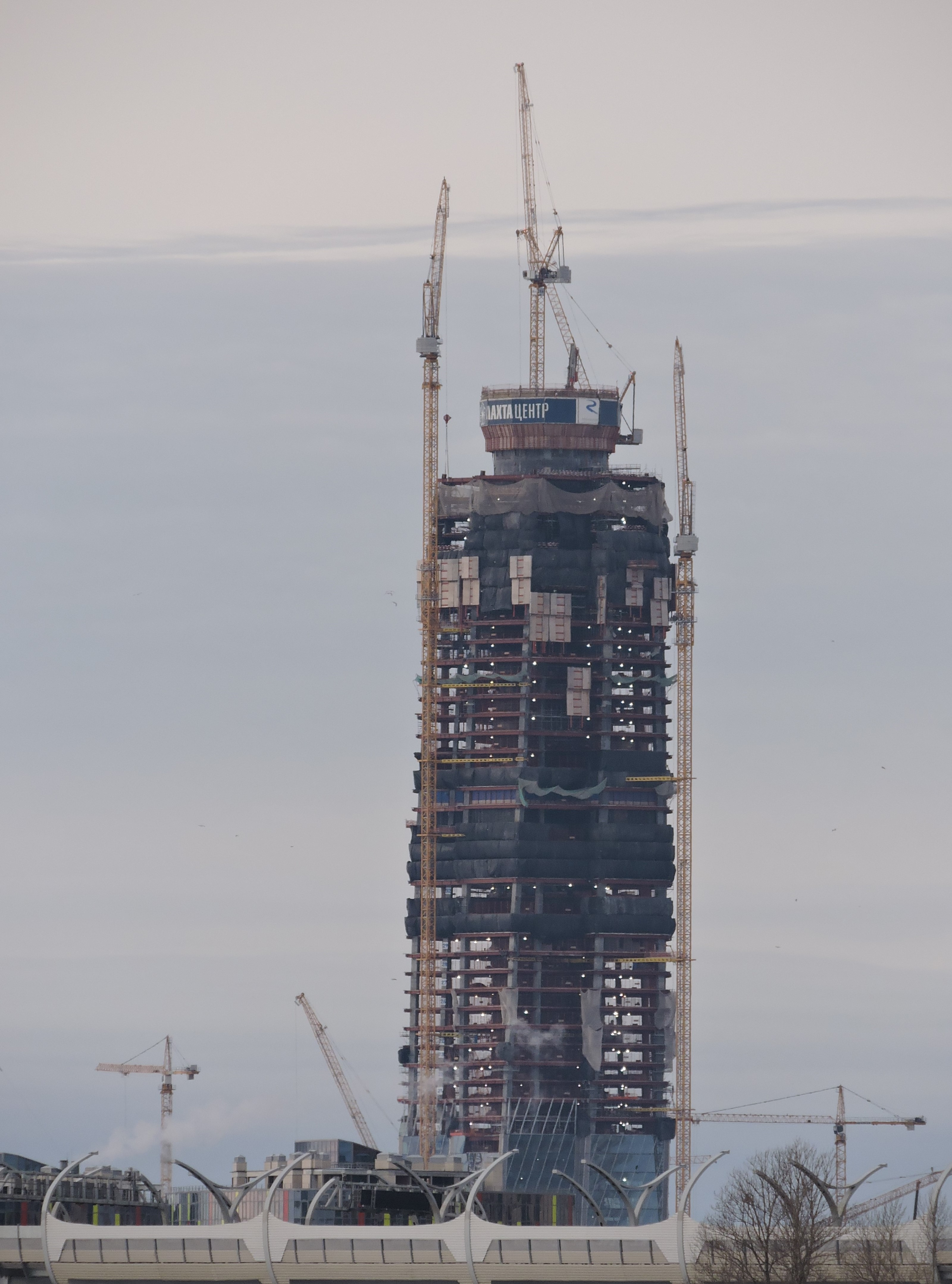
2016년 말의 마천루. 높이: 245m
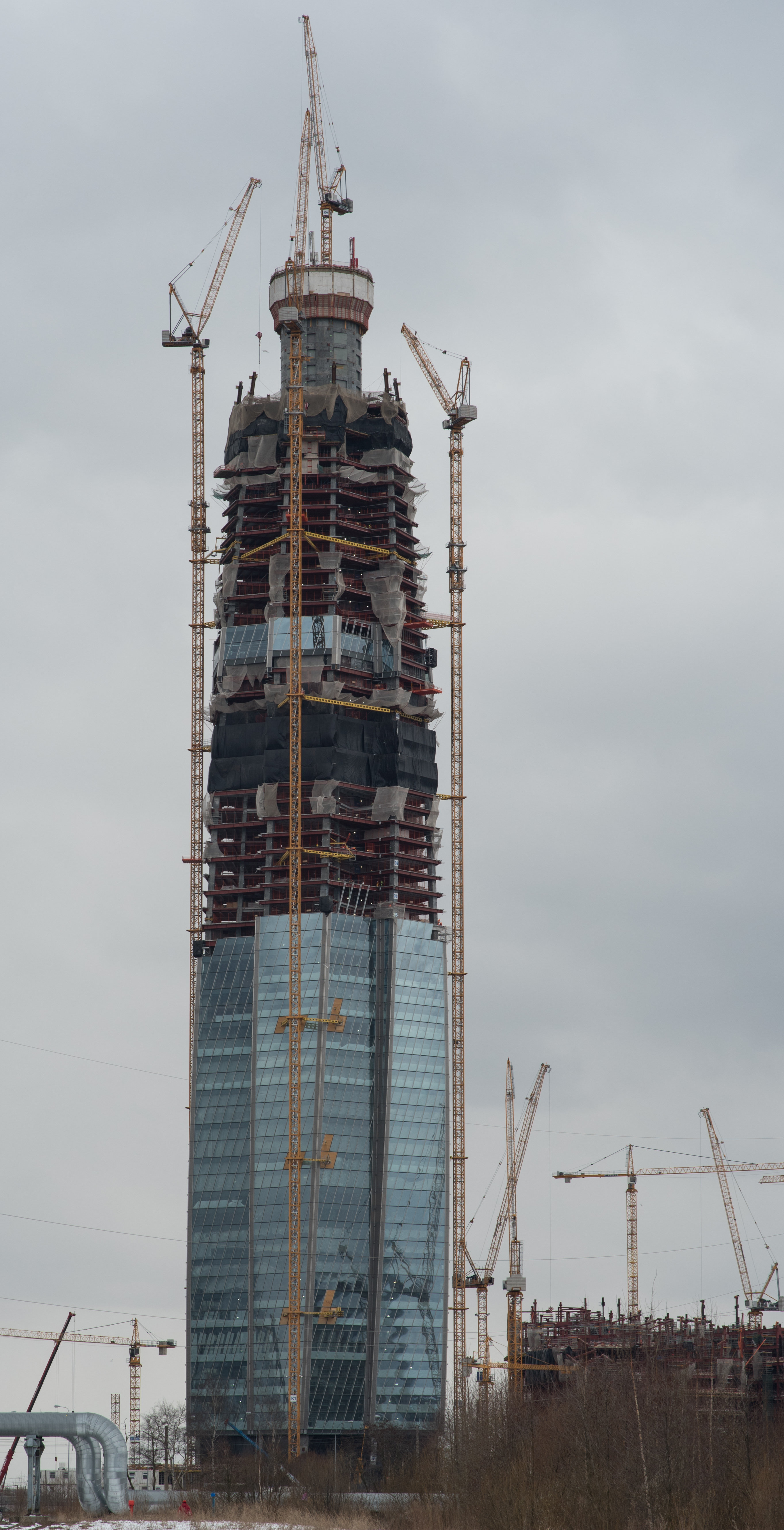
2017년 4월의 마천루. 높이: 310m
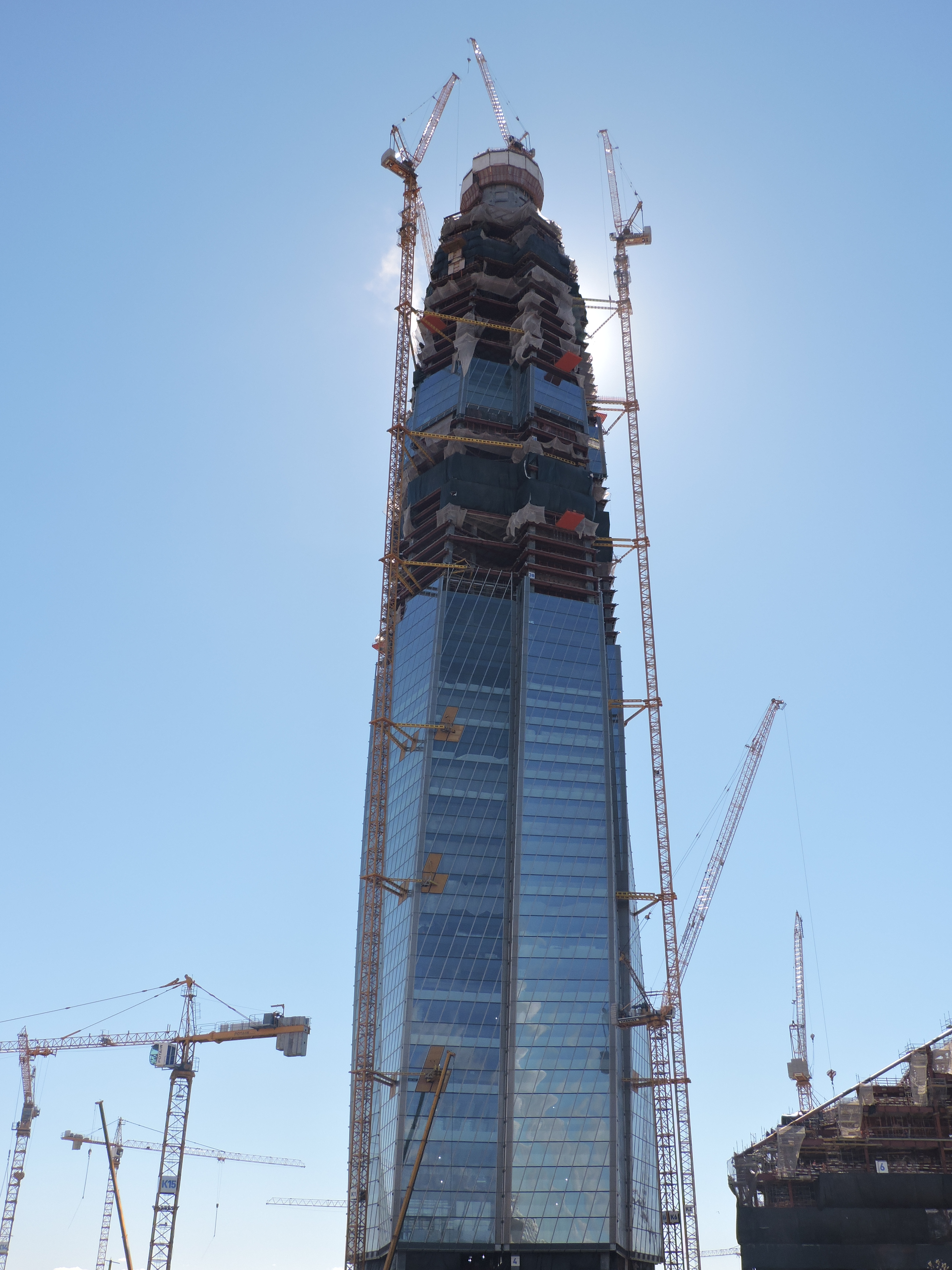
2017년 5월 라흐타 센터. 높이 320m 이상
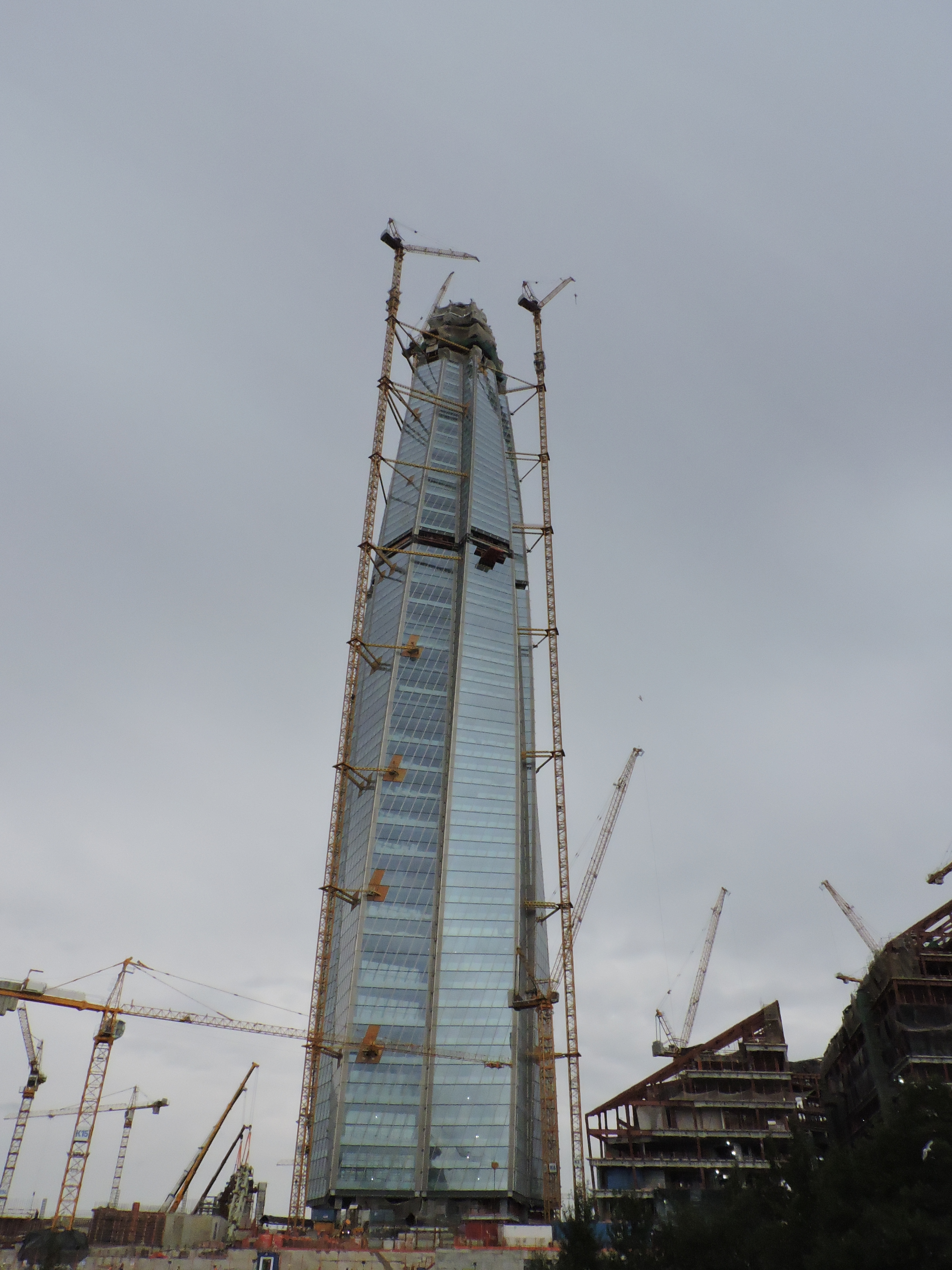
2017년 9월의 라흐타 센터. 높이: 365m
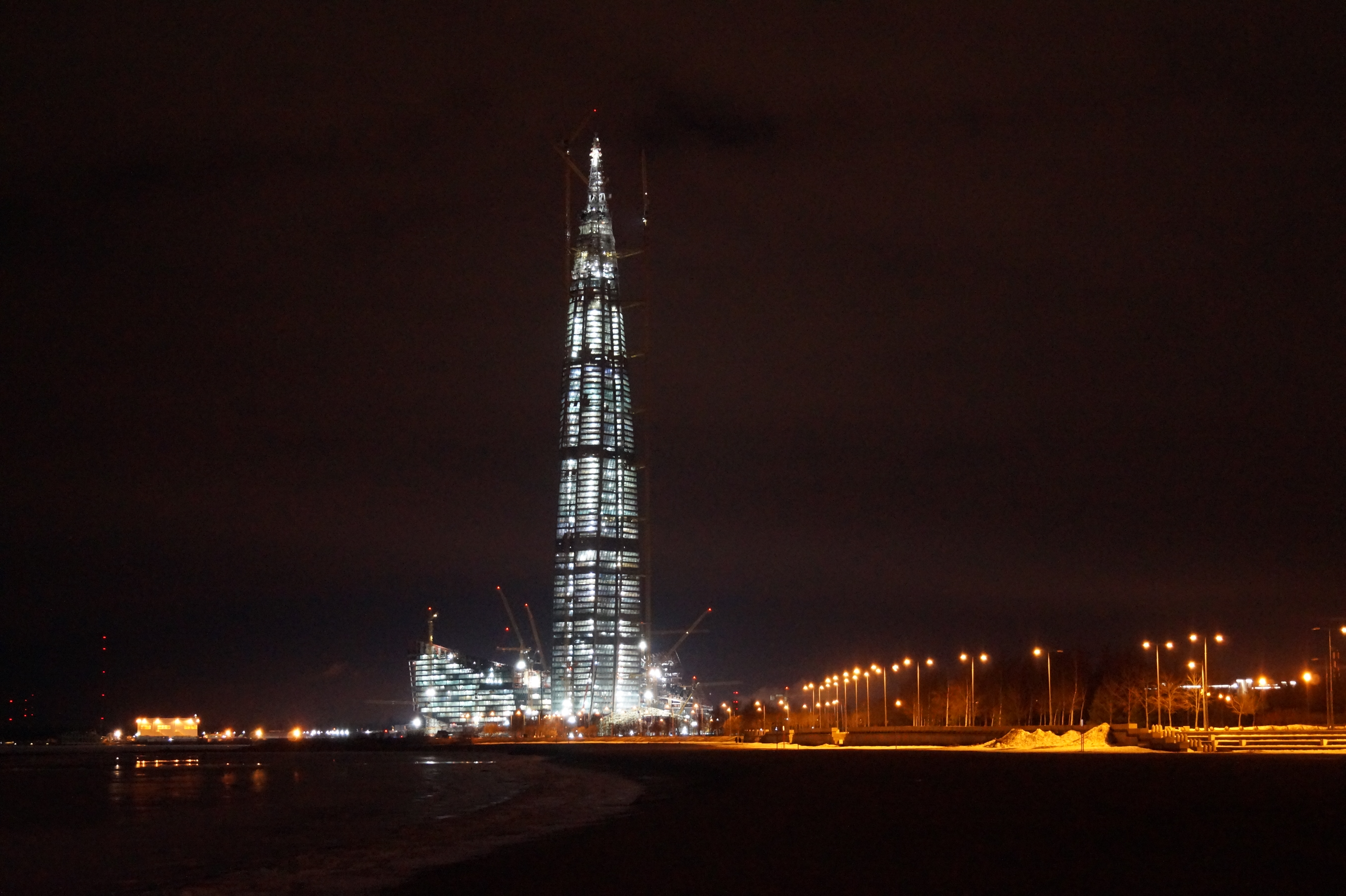
2017년 12월
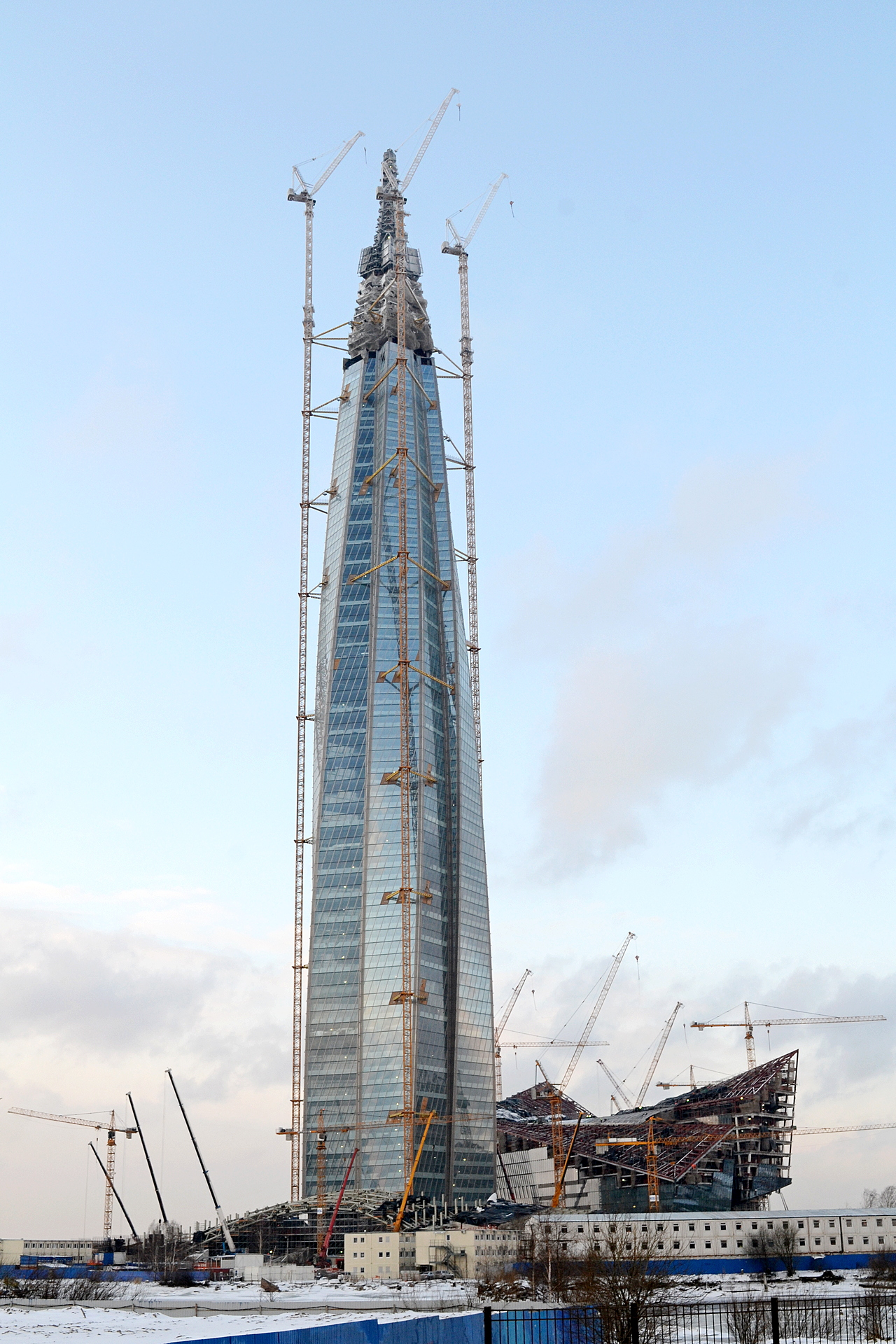
2018년 1월 높이: 450m
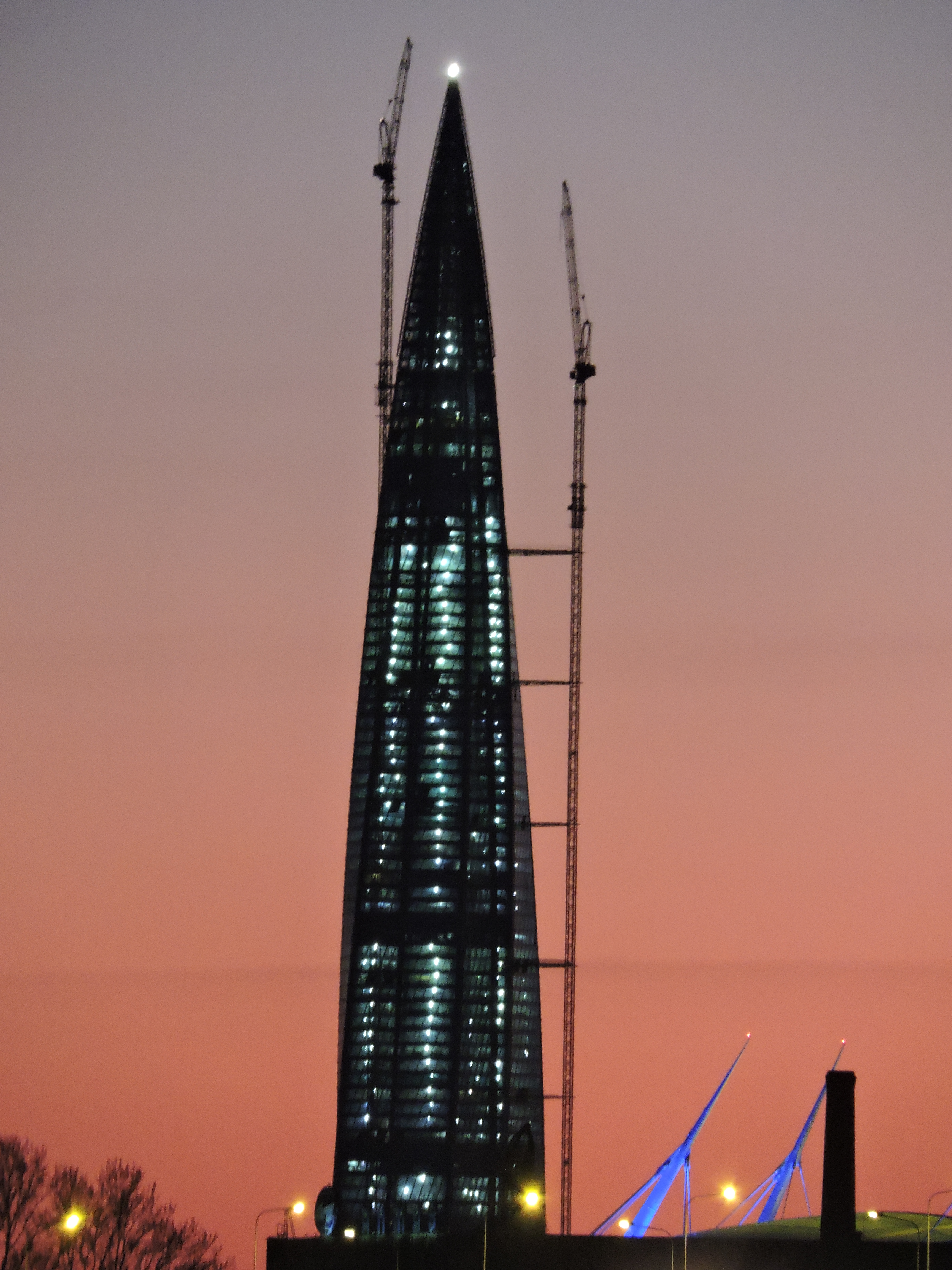
2018년 5월
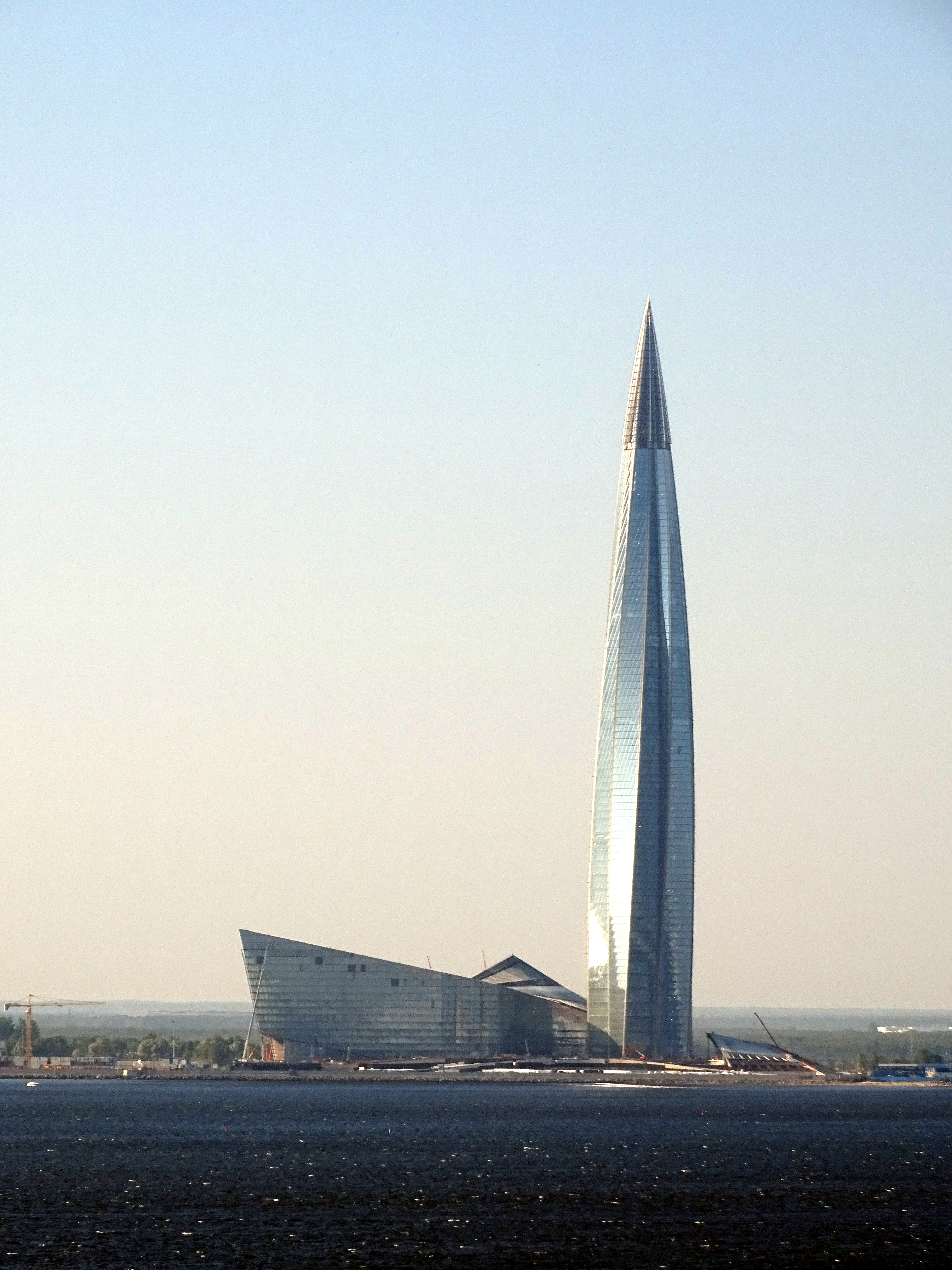
2018년 7월 18일 오후 8시 20분 40초
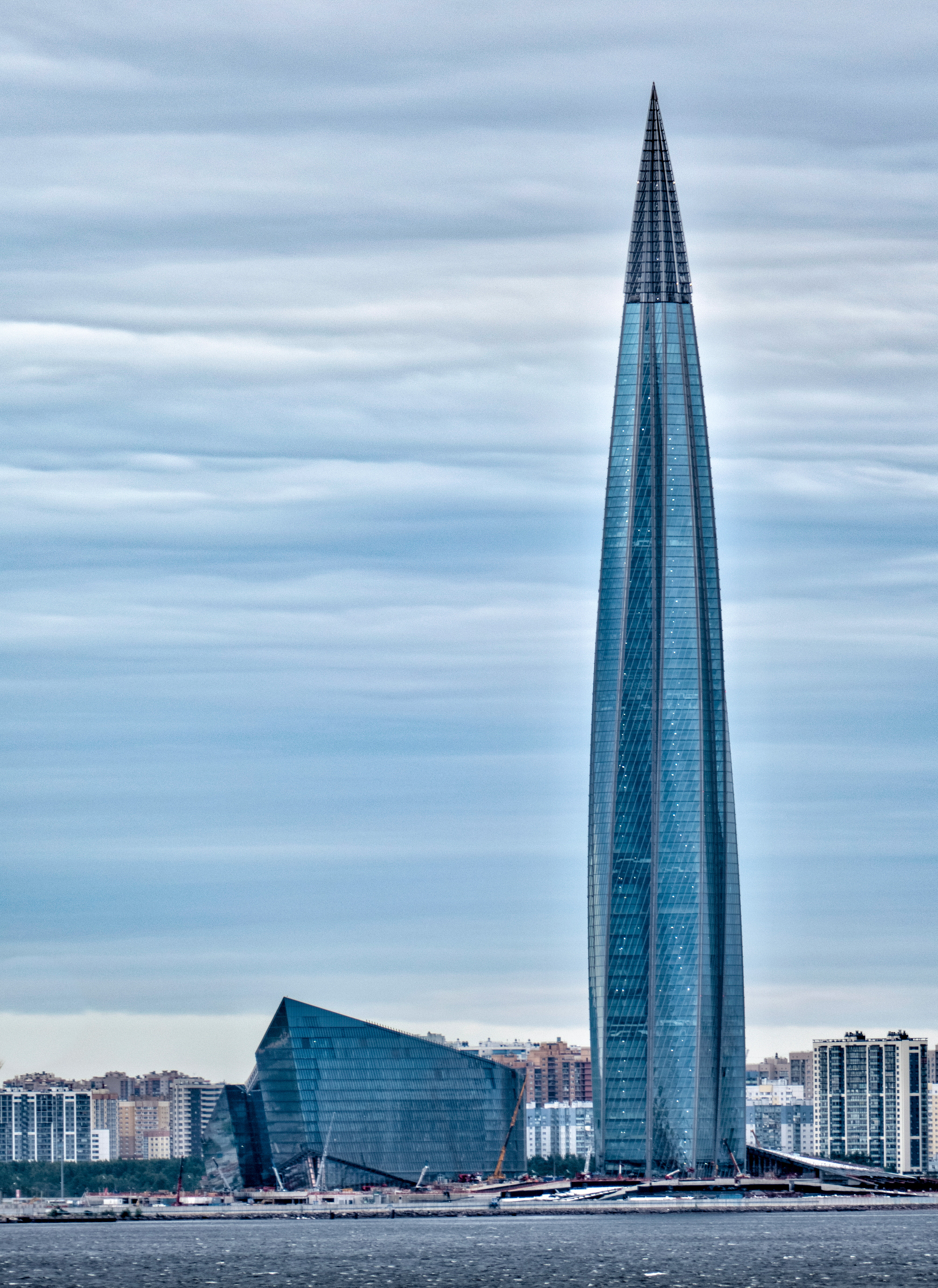
2020년 5월 8일
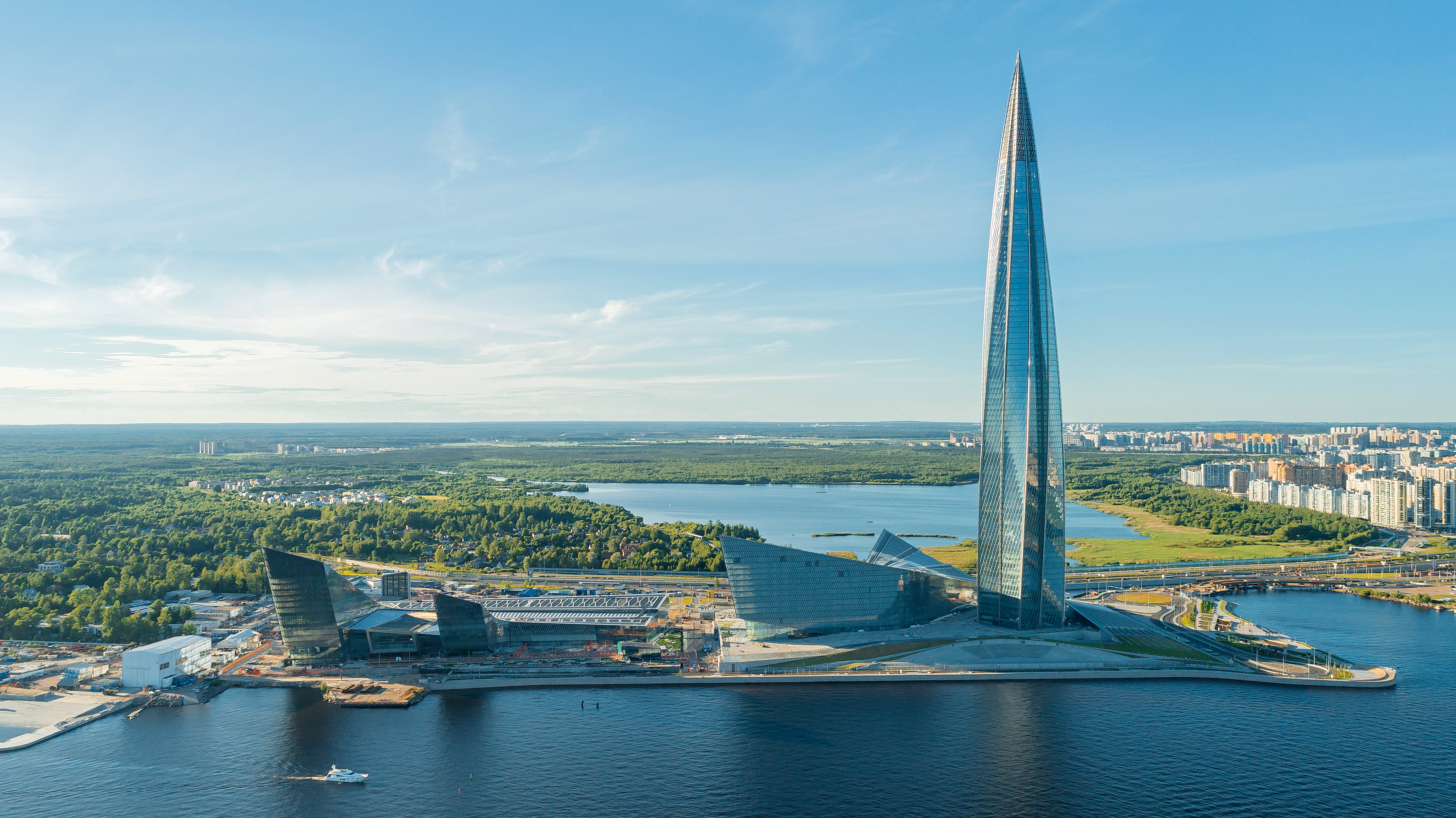
2021년 7월 1일
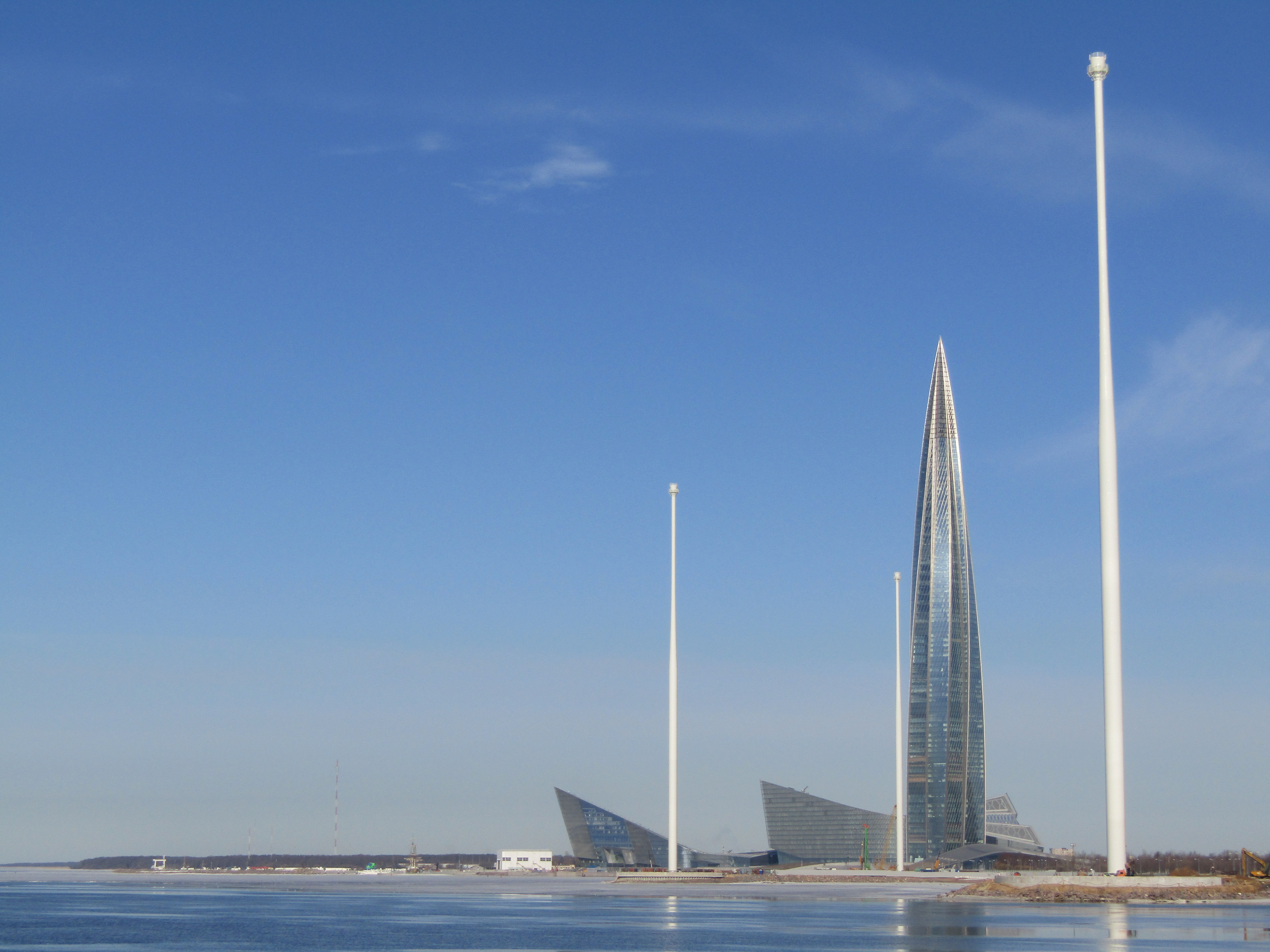
2023년 4월

## 같이 보기
- 유럽의 마천루 목록
- 러시아의 마천루 목록
- 페더레이션 타워
- 공식 페이지에서는 소셜 네트워크